# Parque nacional de la Amazonia
El Parque nacional de la Amazonia (en portugués: Parque Nacional da Amazônia) es uno de los Parques nacionales de Brasil que se sitúa en el municipio de Itaituba, en la región centro-oeste del estado de Pará. Tiene un área de  11.613,79 km². Se encuentra administrado por el Instituto Chico Mendes para la Conservación de la Biodiversidad (ICMBio).

## Objetivos
Preservar varios ecosistemas amazónicos naturales, con finalidad científica, educativa y recreativa.

## Atractivos
La mejor época para visitar el Parque nacional del Amazonas es entre los meses de julio y diciembre, cuando las lluvias disminuyen. Durante la visita es posible observar una gran diversidad de especies animales y vegetales.
Los propios habitantes locales construyeron senderos, en el relieve suavemente ondulado, que llevan a las cascadas, playas y sierras del río Tapajós. El turista también pasa por otras ciudades en el paseo por el río. En la ciudad de Santarém se encuentran los ríos Tapajós y Amazonas.
Como el parque del Amazonas no tiene estructura para acoger a los visitante, una de las alternativas es hospedarse en barco próximos al parque. Otra curiosidad es que la existencia de indios imposibilitó la creación de más reservas[cita requerida]. El número de funcionarios es pequeño, comparado con el tamaño del lugar.

## Antecedentes legales
La creación de esa unidad siguió a través del programa de integración nacional iniciado por el Gobierno en 1970. En 1971 un área de 6 millones de hectáreas, designada Polígono de Altamira'pen',fue desapropiada por el INCRA. El Grupo de Operaciones del Amazonas GOA propuso que un millón de hectáreas del Olígono deberían ser reservadas bajo la categoría de Parque Nacional.

## Aspectos físicos y biológicos

### Clima
Toda la región está dominada por un clima cálido ecuatorial y húmedo, con oscilaciones térmicas poco significativas. La temperatura media mensual se aproxima a los 26 °C. Las precipitaciones son abundantes durante todo el año y superan en una amplia zona los 2.500 mm anuales, lo que significa una extrema humedad.

### Flora
Ambos componentes climáticos, temperatura y humedad, dan como resultado una formación vegetal exuberante, la llamada selva lluviosa o pluvisilva, donde se calcula la existencia de más de 60.000 especies arbóreas, con alturas que pueden alcanzar los 100 metros.
El bosque permanece siempre verde, aunque algunas especies sean de hoja caduca.

### Fauna
Localmente se distingue el ‘guazú’, o selva de tierra firme, la ‘varzea’, o selva inundada estacionalmente, y el ‘igapo’, o selva inundada de forma permanente. En cuanto a la fauna, la selva constituye el hábitat natural de numerosas y variadas especies de aves, mamíferos, insectos y reptiles.